# Classique Dunkerque Grand prix des Hauts-de-France 2025
La 1re édition de la Classique Dunkerque Grand prix des Hauts-de-France a lieu le 13 mai 2025. Elle fait d'emblée partie du calendrier UCI ProSeries 2025 en catégorie 1.Pro, le deuxième niveau mondial du cyclisme sur route.

## Présentation
Cette course d'un jour a lieu la veille du départ des Quatre Jours de Dunkerque, course dès lors réduite à cinq étapes au lieu de six les années précédentes.

### Parcours
Au départ de Dunkerque, le parcours s'oriente vers le sud-est pour rejoindre Lens et la rue Lanoy où est jugée l'arrivée après 193,8 km. Le tracé comporte plusieurs difficultés comme la côte d'Estrée-Blanche franchie en début de parcours puis les passages à Bouvignies et la double ascension de la colline Notre-Dame de Lorette.

### Équipes participantes
| WorldTeams (11)- Decathlon AG2R La Mondiale Team - Arkéa-B&B Hotels - XDS Astana Team - Cofidis - Groupama-FDJ - Team Picnic-PostNL - Ineos Grenadiers - Soudal Quick-Step - Movistar Team - Team Visma \| Lease a Bike - Intermarché-Wanty ProTeams (9)- Caja Rural-Seguros RGA - Unibet Tietema Rockets - Team TotalEnergies - Tudor Pro Cycling Team - Uno-X Mobility - Lotto - Israel-Premier Tech - Wagner Bazin WB - Euskaltel-Euskadi Équipes continentales (4)- Van Rysel-Roubaix - CIC U Nantes - Nice Métropole Côte d'Azur - Saint Michel-Preference Home-Auber 93 |
| |

## Classements

### Classement final
| \| Classement général \| Classement général \| Classement général \| Classement général \| Classement général \| \| Coureur \| Coureur \| Pays \| Équipe \| Temps \| \| ------------------ \| ------------------ \| ------------------ \| ------------------ \| ------------------ \| |         |      |        |       |
| |         |      |        |       |
| |         |      |        |       |
| Classement général |         |      |        |       |
| Coureur | Coureur | Pays | Équipe | Temps |

## Attributions des points

### Classements UCI
La course attribue des points au Classement mondial UCI 2025 selon le barème suivant.
| Position           | 1er | 2e  | 3e  | 4e  | 5e | 6e | 7e | 8e | 9e | 10e | 11e | 12e | 13e | 14e | 15e | 16e à 30e | 31e à 40e |
| Classement général | 200 | 150 | 125 | 100 | 85 | 70 | 60 | 50 | 40 | 35  | 30  | 25  | 20  | 15  | 10  | 5         | 3         |

## Liste des participants
| Légende | Légende                                                                                       | Légende | Légende                                                    |
| ------- | --------------------------------------------------------------------------------------------- | ------- | ---------------------------------------------------------- |
| Num     | Dossard de départ porté par le coureur sur Classique Dunkerque Grand prix des Hauts-de-France | Pos     | Position à l'arrivée de la course                          |
|         | Indique un maillot de champion national ou mondial, suivi de sa spécialité                    | NP      | Indique un coureur qui n'a pas pris le départ de la course |
| AB      | Indique un coureur qui n'a pas terminé la course                                              | HD      | Indique un coureur qui a terminé la course hors des délais |
| DSQ     | Indique un coureur qui a été disqualifié de la course                                         |         |                                                            |

| Decathlon-AG2R La Mondiale DAT | Decathlon-AG2R La Mondiale DAT | Decathlon-AG2R La Mondiale DAT |
| ------------------------------ | ------------------------------ | ------------------------------ |
| Num                            | Coureur                        | Pos                            |
| 1                              | Pierre Gautherat (FRA)         |                                |
| 2                              | Sander De Pestel (BEL)         |                                |
| 3                              | Oscar Chamberlain (AUS)        |                                |
| 4                              | Kasper Haugland (NOR)          |                                |
| 5                              | Rasmus Søjberg (DEN) (route)   |                                |
| 6                              | Nans Peters (FRA)              |                                |
| 7                              | Gianluca Pollefliet (BEL)      |                                |

| Arkéa-B&B Hotels ARK | Arkéa-B&B Hotels ARK   | Arkéa-B&B Hotels ARK |
| -------------------- | ---------------------- | -------------------- |
| Num                  | Coureur                | Pos                  |
| 11                   | Arnaud Démare (FRA)    |                      |
| 12                   | Miles Scotson (AUS)    |                      |
| 13                   | Florian Sénéchal (FRA) |                      |
| 14                   | Pierre Thierry (FRA)   |                      |
| 15                   | Rémi Lelandais (FRA)   |                      |
| 16                   | Léandre Lozouet (FRA)  |                      |

| XDS Astana Team XAT | XDS Astana Team XAT           | XDS Astana Team XAT |
| ------------------- | ----------------------------- | ------------------- |
| Num                 | Coureur                       | Pos                 |
| 21                  | Cees Bol (NED)                |                     |
| 22                  | Alessandro Romele (ITA)       |                     |
| 23                  | Ivan Smirnov (RUS)            |                     |
| 24                  | Aaron Gate (NZL)              |                     |
| 25                  | Michele Gazzoli (ITA)         |                     |
| 26                  | Henok Mulubrhan (ERI) (route) |                     |
| 27                  | Mike Teunissen (NED)          |                     |

| Cofidis COF | Cofidis COF           | Cofidis COF |
| ----------- | --------------------- | ----------- |
| Num         | Coureur               | Pos         |
| 31          | Bryan Coquard (FRA)   |             |
| 32          | Aimé De Gendt (BEL)   |             |
| 33          | Sam Maisonobe (FRA)   |             |
| 34          | Alexis Renard (FRA)   |             |
| 35          | Ludovic Robeet (BEL)  |             |
| 36          | Damien Touzé (FRA)    |             |
| 37          | Benjamin Thomas (FRA) |             |

| Groupama-FDJ GFC | Groupama-FDJ GFC           | Groupama-FDJ GFC |
| ---------------- | -------------------------- | ---------------- |
| Num              | Coureur                    | Pos              |
| 41               | Cyril Barthe (FRA)         |                  |
| 42               | Johan Jacobs (SUI)         |                  |
| 43               | Paul Penhoët (FRA)         |                  |
| 44               | Clément Russo (FRA)        |                  |
| 45               | Matthew Walls (GBR)        |                  |
| 46               | Titouan Fontaine (FRA)     |                  |
| 47               | Oscar Nilsson-Julien (FRA) |                  |

| Team Picnic-PostNL TPP | Team Picnic-PostNL TPP     | Team Picnic-PostNL TPP |
| ---------------------- | -------------------------- | ---------------------- |
| Num                    | Coureur                    | Pos                    |
| 51                     | Tobias Lund Andresen (DEN) |                        |
| 52                     | Patrick Eddy (AUS)         |                        |
| 53                     | Robbe Dhondt (BEL)         |                        |
| 54                     | Nils Eekhoff (NED)         |                        |
| 55                     | Enzo Leijnse (NED)         |                        |
| 56                     | Timo Roosen (NED)          |                        |
| 57                     | Ryan Gal (NED)             |                        |

| Ineos Grenadiers IGD | Ineos Grenadiers IGD               | Ineos Grenadiers IGD |
| -------------------- | ---------------------------------- | -------------------- |
| Num                  | Coureur                            | Pos                  |
| 61                   | Omar Fraile (ESP)                  |                      |
| 62                   | Victor Langellotti (MON)           |                      |
| 63                   | Bob Jungels (LUX)                  |                      |
| 64                   | Samuel Watson (GBR)                |                      |
| 65                   | Connor Swift (GBR)                 |                      |
| 66                   | Ben Swift (GBR)                    |                      |
| 67                   | Óscar Rodríguez Garaicoechea (ESP) |                      |

| Soudal Quick-Step SOQ | Soudal Quick-Step SOQ         | Soudal Quick-Step SOQ |
| --------------------- | ----------------------------- | --------------------- |
| Num                   | Coureur                       | Pos                   |
| 71                    | Gil Gelders (BEL)             |                       |
| 72                    | Antoine Huby (FRA)            |                       |
| 73                    | Yves Lampaert (BEL)           |                       |
| 74                    | Casper Pedersen (DEN)         |                       |
| 75                    | Andrea Raccagni Noviero (ITA) |                       |
| 76                    | Jonathan Vervenne (BEL)       |                       |
| 77                    | Jordi Warlop (BEL)            |                       |

| Movistar Team MOV | Movistar Team MOV       | Movistar Team MOV |
| ----------------- | ----------------------- | ----------------- |
| Num               | Coureur                 | Pos               |
| 81                | Antonio Pedrero (ESP)   |                   |
| 82                | Davide Cimolai (ITA)    |                   |
| 83                | Fernando Gaviria (COL)  |                   |
| 84                | Diego Pescador (COL)    |                   |
| 85                | Mathias Norsgaard (DEN) |                   |
| 86                | Manlio Moro (ITA)       |                   |
| 87                | Gonzalo Serrano (ESP)   |                   |

| Team Visma \| Lease a Bike TVL | Team Visma \| Lease a Bike TVL | Team Visma \| Lease a Bike TVL |
| ------------------------------ | ------------------------------ | ------------------------------ |
| Num                            | Coureur                        | Pos                            |
| 91                             | Axel Zingle (FRA)              |                                |
| 92                             | Loe van Belle (NED)            |                                |
| 93                             | Per Strand Hagenes (NOR)       |                                |
| 94                             | Menno Huising (NED)            |                                |
| 95                             | Julien Vermote (BEL)           |                                |
| 96                             | Daniel McLay (GBR)             |                                |
| 97                             | Tosh Van der Sande (BEL)       |                                |

| Caja Rural-Seguros RGA CJR | Caja Rural-Seguros RGA CJR | Caja Rural-Seguros RGA CJR |
| -------------------------- | -------------------------- | -------------------------- |
| Num                        | Coureur                    | Pos                        |
| 101                        | Calum Johnston (GBR)       |                            |
| 102                        | Francisco Peñuela (VEN)    |                            |
| 103                        | Javier Ibáñez (ESP)        |                            |
| 104                        | Joseba López (ESP)         |                            |
| 105                        | Alex Molenaar (NED)        |                            |
| 106                        | Álex Díaz (ESP)            |                            |
| 107                        | Gorka Sorarrain (ESP)      |                            |

| Unibet Tietema Rockets RKT | Unibet Tietema Rockets RKT | Unibet Tietema Rockets RKT |
| -------------------------- | -------------------------- | -------------------------- |
| Num                        | Coureur                    | Pos                        |
| 111                        | Abram Stockman (BEL)       |                            |
| 112                        | Axel Huens (FRA)           |                            |
| 113                        | Joren Bloem (NED)          |                            |
| 114                        | Martijn Budding (NED)      |                            |
| 115                        | Tomáš Kopecký (CZE)        |                            |
| 116                        | Wessel Mouris (NED)        |                            |
| 117                        | Sebastian Nielsen (DEN)    |                            |

| Team TotalEnergies TEN | Team TotalEnergies TEN  | Team TotalEnergies TEN |
| ---------------------- | ----------------------- | ---------------------- |
| Num                    | Coureur                 | Pos                    |
| 121                    | Lucas Boniface (FRA)    |                        |
| 122                    | Rayan Boulahoite (FRA)  |                        |
| 123                    | Émilien Jeannière (FRA) |                        |
| 124                    | Samuel Leroux (FRA)     |                        |
| 125                    | Jason Tesson (FRA)      |                        |
| 126                    | Geoffrey Soupe (FRA)    |                        |
| 127                    | Anthony Turgis (FRA)    |                        |

| Tudor Pro Cycling Team TUD | Tudor Pro Cycling Team TUD | Tudor Pro Cycling Team TUD |
| -------------------------- | -------------------------- | -------------------------- |
| Num                        | Coureur                    | Pos                        |
| 131                        | Alberto Dainese (ITA)      |                            |
| 132                        | Lucas Eriksson (SWE)       |                            |
| 133                        | Robin Froidevaux (SUI)     |                            |
| 134                        | Miká Heming (GER)          |                            |
| 135                        | Petr Kelemen (CZE)         |                            |
| 136                        | Fabian Lienhard (SUI)      |                            |
| 137                        | Juan David Sierra (ITA)    |                            |

| Uno-X Mobility UXM | Uno-X Mobility UXM           | Uno-X Mobility UXM |
| ------------------ | ---------------------------- | ------------------ |
| Num                | Coureur                      | Pos                |
| 141                | Erlend Blikra (NOR)          |                    |
| 142                | Stian Fredheim (NOR)         |                    |
| 143                | Martin Bugge Urianstad (NOR) |                    |
| 144                | Carl-Frederik Bévort (DEN)   |                    |
| 145                | Erik Nordsæter Resell (NOR)  |                    |
| 146                | William Blume Levy (DEN)     |                    |
| 147                | Sakarias Koller Løland (NOR) |                    |

| Lotto LOT | Lotto LOT                   | Lotto LOT |
| --------- | --------------------------- | --------- |
| Num       | Coureur                     | Pos       |
| 151       | Cédric Beullens (BEL)       |           |
| 152       | Lionel Taminiaux (BEL)      |           |
| 153       | Jarne Van de Paar (BEL)     |           |
| 154       | Lorenz Van de Wynkele (BEL) |           |
| 155       | Elia Viviani (ITA)          |           |
| 156       | Arne Baers (BEL)            |           |
| 157       | Thibaut Bernard (BEL)       |           |

| Israel-Premier Tech IPT | Israel-Premier Tech IPT   | Israel-Premier Tech IPT |
| ----------------------- | ------------------------- | ----------------------- |
| Num                     | Coureur                   | Pos                     |
| 161                     | Pascal Ackermann (GER)    |                         |
| 162                     | Guillaume Boivin (CAN)    |                         |
| 163                     | Pier-André Côté (CAN)     |                         |
| 164                     | Matîs Louvel (FRA)        |                         |
| 165                     | Michael Schwarzmann (GER) |                         |
| 166                     | Jake Stewart (GBR)        |                         |
| 167                     | Tom Van Asbroeck (BEL)    |                         |

| Wagner Bazin WB WB2 | Wagner Bazin WB WB2        | Wagner Bazin WB WB2 |
| ------------------- | -------------------------- | ------------------- |
| Num                 | Coureur                    | Pos                 |
| 171                 | Pierre Barbier (FRA)       |                     |
| 172                 | Luca De Meester (BEL)      |                     |
| 173                 | Cériel Desal (BEL)         |                     |
| 174                 | Michiel Lambrecht (BEL)    |                     |
| 175                 | Davide Persico (ITA)       |                     |
| 176                 | Leander Van Hautegem (BEL) |                     |
| 177                 | Tom Portsmouth (GBR)       |                     |

| Euskaltel-Euskadi EUS | Euskaltel-Euskadi EUS    | Euskaltel-Euskadi EUS |
| --------------------- | ------------------------ | --------------------- |
| Num                   | Coureur                  | Pos                   |
| 181                   | Jon Aberasturi (ESP)     |                       |
| 182                   | Paul Hennequin (FRA)     |                       |
| 183                   | Danny van der Tuuk (POL) |                       |
| 184                   | Jordi López (ESP)        |                       |
| 185                   | Xabier Berasategi (ESP)  |                       |
| 186                   | Nicolás Alustiza (ESP)   |                       |
| 187                   | Gotzon Martín (ESP)      |                       |

| Van Rysel-Roubaix VRR | Van Rysel-Roubaix VRR     | Van Rysel-Roubaix VRR |
| --------------------- | ------------------------- | --------------------- |
| Num                   | Coureur                   | Pos                   |
| 191                   | Baptiste Planckaert (BEL) |                       |
| 192                   | Rait Ärm (EST)            |                       |
| 193                   | Daniel Årnes (NOR)        |                       |
| 194                   | Maximilien Juillard (FRA) |                       |
| 195                   | Maxime Jarnet (FRA)       |                       |
| 196                   | Kenny Molly (BEL)         |                       |

| CIC U Nantes UCN | CIC U Nantes UCN        | CIC U Nantes UCN |
| ---------------- | ----------------------- | ---------------- |
| Num              | Coureur                 | Pos              |
| 201              | Ronan Augé (FRA)        |                  |
| 202              | Joris Chaussinand (FRA) |                  |
| 203              | Similien Hamon (FRA)    |                  |
| 204              | Justin Ducret (FRA)     |                  |
| 206              | Matisse Julien (CAN)    |                  |

| Nice Métropole Côte d'Azur NMC | Nice Métropole Côte d'Azur NMC | Nice Métropole Côte d'Azur NMC |
| ------------------------------ | ------------------------------ | ------------------------------ |
| Num                            | Coureur                        | Pos                            |
| 211                            | Jaakko Hänninen (FIN) (route)  |                                |
| 212                            | Andrei Carbunarea (ROU)        |                                |
| 213                            | Axel Narbonne-Zuccarelli (FRA) |                                |
| 214                            | Carter Guichard (AUS)          |                                |
| 215                            | Alexander Konijn (NED)         |                                |
| 217                            | Noah Knecht (FRA)              |                                |

| St. Michel-Preference Home-Auber 93 AUB | St. Michel-Preference Home-Auber 93 AUB | St. Michel-Preference Home-Auber 93 AUB |
| --------------------------------------- | --------------------------------------- | --------------------------------------- |
| Num                                     | Coureur                                 | Pos                                     |
| 221                                     | Romain Cardis (FRA)                     |                                         |
| 222                                     | Dillon Corkery (IRL)                    |                                         |
| 223                                     | Nicolas Breuillard (FRA)                |                                         |
| 224                                     | Jérémy Lecroq (FRA)                     |                                         |
| 225                                     | Alan Riou (FRA)                         |                                         |
| 226                                     | Yohann Simon (FRA)                      |                                         |
| 227                                     | Lucas Bénéteau (FRA)                    |                                         |

| Intermarché-Wanty IWA | Intermarché-Wanty IWA | Intermarché-Wanty IWA |
| --------------------- | --------------------- | --------------------- |
| Num                   | Coureur               | Pos                   |
| 231                   | Biniam Girmay (ERI)   |                       |
| 232                   | Arne Marit (BEL)      |                       |
| 233                   | Hugo Page (FRA)       |                       |
| 234                   | Adrien Petit (FRA)    |                       |
| 235                   | Laurenz Rex (BEL)     |                       |
| 236                   | Halvor Dolven (NOR)   |                       |
| 237                   | Huub Artz (NED)       |                       |

| Decathlon-AG2R La Mondiale DAT | Decathlon-AG2R La Mondiale DAT | Decathlon-AG2R La Mondiale DAT |
| ------------------------------ | ------------------------------ | ------------------------------ |
| Num                            | Coureur                        | Pos                            |
| 1                              | Pierre Gautherat (FRA)         |                                |
| 2                              | Sander De Pestel (BEL)         |                                |
| 3                              | Oscar Chamberlain (AUS)        |                                |
| 4                              | Kasper Haugland (NOR)          |                                |
| 5                              | Rasmus Søjberg (DEN) (route)   |                                |
| 6                              | Nans Peters (FRA)              |                                |
| 7                              | Gianluca Pollefliet (BEL)      |                                |

| Arkéa-B&B Hotels ARK | Arkéa-B&B Hotels ARK   | Arkéa-B&B Hotels ARK |
| -------------------- | ---------------------- | -------------------- |
| Num                  | Coureur                | Pos                  |
| 11                   | Arnaud Démare (FRA)    |                      |
| 12                   | Miles Scotson (AUS)    |                      |
| 13                   | Florian Sénéchal (FRA) |                      |
| 14                   | Pierre Thierry (FRA)   |                      |
| 15                   | Rémi Lelandais (FRA)   |                      |
| 16                   | Léandre Lozouet (FRA)  |                      |

| XDS Astana Team XAT | XDS Astana Team XAT           | XDS Astana Team XAT |
| ------------------- | ----------------------------- | ------------------- |
| Num                 | Coureur                       | Pos                 |
| 21                  | Cees Bol (NED)                |                     |
| 22                  | Alessandro Romele (ITA)       |                     |
| 23                  | Ivan Smirnov (RUS)            |                     |
| 24                  | Aaron Gate (NZL)              |                     |
| 25                  | Michele Gazzoli (ITA)         |                     |
| 26                  | Henok Mulubrhan (ERI) (route) |                     |
| 27                  | Mike Teunissen (NED)          |                     |

| Cofidis COF | Cofidis COF           | Cofidis COF |
| ----------- | --------------------- | ----------- |
| Num         | Coureur               | Pos         |
| 31          | Bryan Coquard (FRA)   |             |
| 32          | Aimé De Gendt (BEL)   |             |
| 33          | Sam Maisonobe (FRA)   |             |
| 34          | Alexis Renard (FRA)   |             |
| 35          | Ludovic Robeet (BEL)  |             |
| 36          | Damien Touzé (FRA)    |             |
| 37          | Benjamin Thomas (FRA) |             |

| Groupama-FDJ GFC | Groupama-FDJ GFC           | Groupama-FDJ GFC |
| ---------------- | -------------------------- | ---------------- |
| Num              | Coureur                    | Pos              |
| 41               | Cyril Barthe (FRA)         |                  |
| 42               | Johan Jacobs (SUI)         |                  |
| 43               | Paul Penhoët (FRA)         |                  |
| 44               | Clément Russo (FRA)        |                  |
| 45               | Matthew Walls (GBR)        |                  |
| 46               | Titouan Fontaine (FRA)     |                  |
| 47               | Oscar Nilsson-Julien (FRA) |                  |

| Team Picnic-PostNL TPP | Team Picnic-PostNL TPP     | Team Picnic-PostNL TPP |
| ---------------------- | -------------------------- | ---------------------- |
| Num                    | Coureur                    | Pos                    |
| 51                     | Tobias Lund Andresen (DEN) |                        |
| 52                     | Patrick Eddy (AUS)         |                        |
| 53                     | Robbe Dhondt (BEL)         |                        |
| 54                     | Nils Eekhoff (NED)         |                        |
| 55                     | Enzo Leijnse (NED)         |                        |
| 56                     | Timo Roosen (NED)          |                        |
| 57                     | Ryan Gal (NED)             |                        |

| Ineos Grenadiers IGD | Ineos Grenadiers IGD               | Ineos Grenadiers IGD |
| -------------------- | ---------------------------------- | -------------------- |
| Num                  | Coureur                            | Pos                  |
| 61                   | Omar Fraile (ESP)                  |                      |
| 62                   | Victor Langellotti (MON)           |                      |
| 63                   | Bob Jungels (LUX)                  |                      |
| 64                   | Samuel Watson (GBR)                |                      |
| 65                   | Connor Swift (GBR)                 |                      |
| 66                   | Ben Swift (GBR)                    |                      |
| 67                   | Óscar Rodríguez Garaicoechea (ESP) |                      |

| Soudal Quick-Step SOQ | Soudal Quick-Step SOQ         | Soudal Quick-Step SOQ |
| --------------------- | ----------------------------- | --------------------- |
| Num                   | Coureur                       | Pos                   |
| 71                    | Gil Gelders (BEL)             |                       |
| 72                    | Antoine Huby (FRA)            |                       |
| 73                    | Yves Lampaert (BEL)           |                       |
| 74                    | Casper Pedersen (DEN)         |                       |
| 75                    | Andrea Raccagni Noviero (ITA) |                       |
| 76                    | Jonathan Vervenne (BEL)       |                       |
| 77                    | Jordi Warlop (BEL)            |                       |

| Movistar Team MOV | Movistar Team MOV       | Movistar Team MOV |
| ----------------- | ----------------------- | ----------------- |
| Num               | Coureur                 | Pos               |
| 81                | Antonio Pedrero (ESP)   |                   |
| 82                | Davide Cimolai (ITA)    |                   |
| 83                | Fernando Gaviria (COL)  |                   |
| 84                | Diego Pescador (COL)    |                   |
| 85                | Mathias Norsgaard (DEN) |                   |
| 86                | Manlio Moro (ITA)       |                   |
| 87                | Gonzalo Serrano (ESP)   |                   |

| Team Visma \| Lease a Bike TVL | Team Visma \| Lease a Bike TVL | Team Visma \| Lease a Bike TVL |
| ------------------------------ | ------------------------------ | ------------------------------ |
| Num                            | Coureur                        | Pos                            |
| 91                             | Axel Zingle (FRA)              |                                |
| 92                             | Loe van Belle (NED)            |                                |
| 93                             | Per Strand Hagenes (NOR)       |                                |
| 94                             | Menno Huising (NED)            |                                |
| 95                             | Julien Vermote (BEL)           |                                |
| 96                             | Daniel McLay (GBR)             |                                |
| 97                             | Tosh Van der Sande (BEL)       |                                |

| Caja Rural-Seguros RGA CJR | Caja Rural-Seguros RGA CJR | Caja Rural-Seguros RGA CJR |
| -------------------------- | -------------------------- | -------------------------- |
| Num                        | Coureur                    | Pos                        |
| 101                        | Calum Johnston (GBR)       |                            |
| 102                        | Francisco Peñuela (VEN)    |                            |
| 103                        | Javier Ibáñez (ESP)        |                            |
| 104                        | Joseba López (ESP)         |                            |
| 105                        | Alex Molenaar (NED)        |                            |
| 106                        | Álex Díaz (ESP)            |                            |
| 107                        | Gorka Sorarrain (ESP)      |                            |

| Unibet Tietema Rockets RKT | Unibet Tietema Rockets RKT | Unibet Tietema Rockets RKT |
| -------------------------- | -------------------------- | -------------------------- |
| Num                        | Coureur                    | Pos                        |
| 111                        | Abram Stockman (BEL)       |                            |
| 112                        | Axel Huens (FRA)           |                            |
| 113                        | Joren Bloem (NED)          |                            |
| 114                        | Martijn Budding (NED)      |                            |
| 115                        | Tomáš Kopecký (CZE)        |                            |
| 116                        | Wessel Mouris (NED)        |                            |
| 117                        | Sebastian Nielsen (DEN)    |                            |

| Team TotalEnergies TEN | Team TotalEnergies TEN  | Team TotalEnergies TEN |
| ---------------------- | ----------------------- | ---------------------- |
| Num                    | Coureur                 | Pos                    |
| 121                    | Lucas Boniface (FRA)    |                        |
| 122                    | Rayan Boulahoite (FRA)  |                        |
| 123                    | Émilien Jeannière (FRA) |                        |
| 124                    | Samuel Leroux (FRA)     |                        |
| 125                    | Jason Tesson (FRA)      |                        |
| 126                    | Geoffrey Soupe (FRA)    |                        |
| 127                    | Anthony Turgis (FRA)    |                        |

| Tudor Pro Cycling Team TUD | Tudor Pro Cycling Team TUD | Tudor Pro Cycling Team TUD |
| -------------------------- | -------------------------- | -------------------------- |
| Num                        | Coureur                    | Pos                        |
| 131                        | Alberto Dainese (ITA)      |                            |
| 132                        | Lucas Eriksson (SWE)       |                            |
| 133                        | Robin Froidevaux (SUI)     |                            |
| 134                        | Miká Heming (GER)          |                            |
| 135                        | Petr Kelemen (CZE)         |                            |
| 136                        | Fabian Lienhard (SUI)      |                            |
| 137                        | Juan David Sierra (ITA)    |                            |

| Uno-X Mobility UXM | Uno-X Mobility UXM           | Uno-X Mobility UXM |
| ------------------ | ---------------------------- | ------------------ |
| Num                | Coureur                      | Pos                |
| 141                | Erlend Blikra (NOR)          |                    |
| 142                | Stian Fredheim (NOR)         |                    |
| 143                | Martin Bugge Urianstad (NOR) |                    |
| 144                | Carl-Frederik Bévort (DEN)   |                    |
| 145                | Erik Nordsæter Resell (NOR)  |                    |
| 146                | William Blume Levy (DEN)     |                    |
| 147                | Sakarias Koller Løland (NOR) |                    |

| Lotto LOT | Lotto LOT                   | Lotto LOT |
| --------- | --------------------------- | --------- |
| Num       | Coureur                     | Pos       |
| 151       | Cédric Beullens (BEL)       |           |
| 152       | Lionel Taminiaux (BEL)      |           |
| 153       | Jarne Van de Paar (BEL)     |           |
| 154       | Lorenz Van de Wynkele (BEL) |           |
| 155       | Elia Viviani (ITA)          |           |
| 156       | Arne Baers (BEL)            |           |
| 157       | Thibaut Bernard (BEL)       |           |

| Israel-Premier Tech IPT | Israel-Premier Tech IPT   | Israel-Premier Tech IPT |
| ----------------------- | ------------------------- | ----------------------- |
| Num                     | Coureur                   | Pos                     |
| 161                     | Pascal Ackermann (GER)    |                         |
| 162                     | Guillaume Boivin (CAN)    |                         |
| 163                     | Pier-André Côté (CAN)     |                         |
| 164                     | Matîs Louvel (FRA)        |                         |
| 165                     | Michael Schwarzmann (GER) |                         |
| 166                     | Jake Stewart (GBR)        |                         |
| 167                     | Tom Van Asbroeck (BEL)    |                         |

| Wagner Bazin WB WB2 | Wagner Bazin WB WB2        | Wagner Bazin WB WB2 |
| ------------------- | -------------------------- | ------------------- |
| Num                 | Coureur                    | Pos                 |
| 171                 | Pierre Barbier (FRA)       |                     |
| 172                 | Luca De Meester (BEL)      |                     |
| 173                 | Cériel Desal (BEL)         |                     |
| 174                 | Michiel Lambrecht (BEL)    |                     |
| 175                 | Davide Persico (ITA)       |                     |
| 176                 | Leander Van Hautegem (BEL) |                     |
| 177                 | Tom Portsmouth (GBR)       |                     |

| Euskaltel-Euskadi EUS | Euskaltel-Euskadi EUS    | Euskaltel-Euskadi EUS |
| --------------------- | ------------------------ | --------------------- |
| Num                   | Coureur                  | Pos                   |
| 181                   | Jon Aberasturi (ESP)     |                       |
| 182                   | Paul Hennequin (FRA)     |                       |
| 183                   | Danny van der Tuuk (POL) |                       |
| 184                   | Jordi López (ESP)        |                       |
| 185                   | Xabier Berasategi (ESP)  |                       |
| 186                   | Nicolás Alustiza (ESP)   |                       |
| 187                   | Gotzon Martín (ESP)      |                       |

| Van Rysel-Roubaix VRR | Van Rysel-Roubaix VRR     | Van Rysel-Roubaix VRR |
| --------------------- | ------------------------- | --------------------- |
| Num                   | Coureur                   | Pos                   |
| 191                   | Baptiste Planckaert (BEL) |                       |
| 192                   | Rait Ärm (EST)            |                       |
| 193                   | Daniel Årnes (NOR)        |                       |
| 194                   | Maximilien Juillard (FRA) |                       |
| 195                   | Maxime Jarnet (FRA)       |                       |
| 196                   | Kenny Molly (BEL)         |                       |

| CIC U Nantes UCN | CIC U Nantes UCN        | CIC U Nantes UCN |
| ---------------- | ----------------------- | ---------------- |
| Num              | Coureur                 | Pos              |
| 201              | Ronan Augé (FRA)        |                  |
| 202              | Joris Chaussinand (FRA) |                  |
| 203              | Similien Hamon (FRA)    |                  |
| 204              | Justin Ducret (FRA)     |                  |
| 206              | Matisse Julien (CAN)    |                  |

| Nice Métropole Côte d'Azur NMC | Nice Métropole Côte d'Azur NMC | Nice Métropole Côte d'Azur NMC |
| ------------------------------ | ------------------------------ | ------------------------------ |
| Num                            | Coureur                        | Pos                            |
| 211                            | Jaakko Hänninen (FIN) (route)  |                                |
| 212                            | Andrei Carbunarea (ROU)        |                                |
| 213                            | Axel Narbonne-Zuccarelli (FRA) |                                |
| 214                            | Carter Guichard (AUS)          |                                |
| 215                            | Alexander Konijn (NED)         |                                |
| 217                            | Noah Knecht (FRA)              |                                |

| St. Michel-Preference Home-Auber 93 AUB | St. Michel-Preference Home-Auber 93 AUB | St. Michel-Preference Home-Auber 93 AUB |
| --------------------------------------- | --------------------------------------- | --------------------------------------- |
| Num                                     | Coureur                                 | Pos                                     |
| 221                                     | Romain Cardis (FRA)                     |                                         |
| 222                                     | Dillon Corkery (IRL)                    |                                         |
| 223                                     | Nicolas Breuillard (FRA)                |                                         |
| 224                                     | Jérémy Lecroq (FRA)                     |                                         |
| 225                                     | Alan Riou (FRA)                         |                                         |
| 226                                     | Yohann Simon (FRA)                      |                                         |
| 227                                     | Lucas Bénéteau (FRA)                    |                                         |

| Intermarché-Wanty IWA | Intermarché-Wanty IWA | Intermarché-Wanty IWA |
| --------------------- | --------------------- | --------------------- |
| Num                   | Coureur               | Pos                   |
| 231                   | Biniam Girmay (ERI)   |                       |
| 232                   | Arne Marit (BEL)      |                       |
| 233                   | Hugo Page (FRA)       |                       |
| 234                   | Adrien Petit (FRA)    |                       |
| 235                   | Laurenz Rex (BEL)     |                       |
| 236                   | Halvor Dolven (NOR)   |                       |
| 237                   | Huub Artz (NED)       |                       |